# 五酸化二ヒ素
五酸化二ヒ素（ごさんかにひそ、英: diarsenic pentoxide）は、化学式 As2O5 で表されるヒ素の酸化物である。ヒ素の化合物として産業上重要である。三酸化二ヒ素などの他のヒ素化合物と同様、強い毒性を持つ。

## 用途
殺虫剤、除草剤、殺菌剤、木材防腐剤、金属接着剤、印刷や染色など幅広く用いられる。。

## 反応
加熱により酸素を放出し、三酸化二ヒ素になる。強い酸化剤としての性質を持つ。 水と反応すると、ヒ酸 (H3AsO4) となる。

## 安全性
不燃性であるが、300 °C以上に加熱すると分解し、三酸化二ヒ素と酸素を放出する。還元剤との反応ではアルシンを生じる。五フッ化臭素とは激しく反応し、火災や爆発を起こすことがある。人体に対する毒性は強く、血液や肝臓、肺、造血機能に障害を及ぼす。IARC発がん性リスク一覧ではヒ素化合物として Group1 に分類されている。